# Mezinárodní sankce proti Svazové republice Jugoslávii
Mezinárodní sankce proti Svazové republice Jugoslávii byly uvaleny mezinárodním společenstvím na Svazovou republiku Jugoslávii za účast její armády ve válce v Bosně a Hercegovině. Platily od 30. května 1992 až do 2. října 1996. Sankce měly za následek spolu s podporou válek v bývalých republikách SFRJ prudký propad životní úrovně obyvatel i ekonomické výkonnosti Svazové republiky Jugoslávie. Jsou spojeny s obdobím vlády Slobodana Miloševiće. 

## Průběh sankcí
Mezinárodní sankce urychlily ekonomický propad Srbska, které se potýkalo jednak s neefektivním post-komunistickým hospodářstvím, rozpadem společného státu a zároveň i značnými válečnými výdaji. Politické vedení země uskutečnilo během sankcí navíc nekontrolovanou privatizaci; rychlý rozpad do té doby alespoň nějak fungujících ekonomických vzorců, nárůst chudoby a nezaměstnanosti vedl k nárůstu kriminality a masové emigraci. Dostavila se hyperinflace, nedostatek surovin pro výrobu podniků a bankroty řady firem.

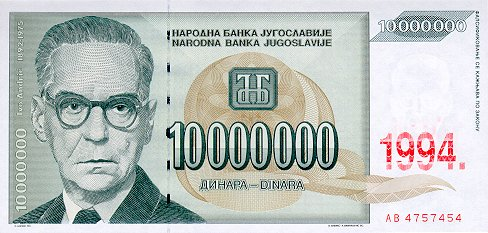
Sankce vedly k ekonomickému pádu, a hyperinflaci. V roce 1994 byla vydána bankovka v hodnotě deseti milionů dinárů.

V souladu s uvedenými sankcemi se země OSN zavázaly, že nebudou z SR Jugoslávie dovážet žádné zboží ani služby, rovněž do země nebudou ani žádné zboží a služby vyvážet. Bylo zcela zastaveno financování jugoslávských firem i organizací ze zahraničí. Mezinárodní letecká doprava mezi SRJ a ostatními zeměmi byla přerušena; sníženy byly i stavy diplomatických sborů jednotlivých zemí v Bělehradě. Omezena byla také i vědecká a sportovní spolupráce. 

## Jugoslávská reakce na uvalení sankcí
Jugoslávská společnost reagovala na uvalení sankcí s nevolí. Zastavení mezinárodního obchodu znamenalo nejen konec zásobování značným množstvím dováženého zboží, ale také i problémy v oblasti dodávek léků, paliv, nebo surovin.
Tehdejší jugoslávská média odmítala, že by se jugoslávská armáda účastnila konfliktu v Bosně a Hercegovině a sám Slobodan Milošević označil sankce za "nespravedlivé" a "ničím nevyvolané". Přestože představitelé Svazové republiky Jugoslávie vydali na začátku války v Bosně a Hercegovině oficiální stanovisko, že země stáhla veškeré své vojsko z území BiH, mezinárodní společenství považovalo tento krok za jen formální prohlášení, a dál zastávalo názor, že Svazová republika Jugoslávie zajišťuje vojenskou podporu Srbům na území Republiky srbské. 
Slobodan Milošević pod vlivem sankcí přehodnotil svůj přístup k představitelům Republiky srbská krajina a omezil s nimi spolupráci. Ti se tak následně pokoušeli získat sympatie a podporu u Radovana Karadžiće v Bosně. Ve výsledku však akorát Milošević ztratil vliv na oba dva neuznané státní útvary, které tak postupovaly nezávisle na jeho vůli ve svých válečných taženích.

## Ukončení sankcí
O sankcích rozhodla dne 22. května 1992 Rada bezpečnosti OSN ve své rezoluci 757. Dne 2. října 1996 byly rezolucí 1074 ukončeny, a to v souladu s oznámením výsledků voleb v Bosně a Hercegovině, které se uskutečnily poprvé po uzavření Daytonské dohody. 